# Sexte
Als Sexte, auch Sext (von lat. sextus: „der sechste“) bezeichnet man in der Musik ein Intervall, das sechs Tonstufen (also fünf Tonschritte) einer diatonischen, heptatonischen Tonleiter umspannt (z. B. C → A). Im engeren Sinne versteht man unter der Sexte auch die sechste Stufe der jeweiligen Tonleiter.
Als Intervall ist die Sexte das Komplementärintervall zur Terz.

## Varianten

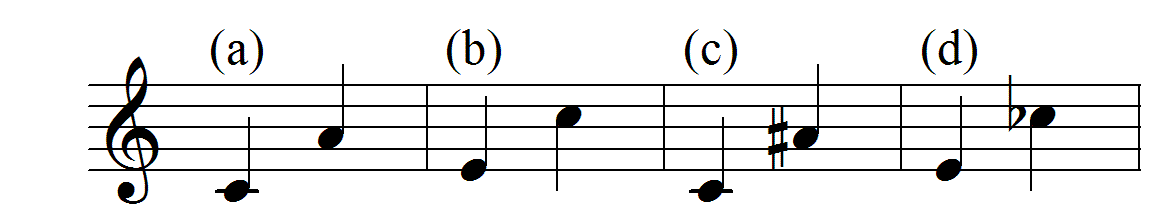
Notenbeispiel: Sextintervalle

Das Intervall Sexte kann in vier Varianten auftreten. Geläufig sind
- die große Sexte (a) und
- die kleine Sexte (b),

die in der reinen Stimmung das Frequenzverhältnis 5:3 bzw. 8:5 haben. Die Sexte über dem Grundton der Durtonleiter ist groß, die Sexte über dem Grundton der (natürlichen) Molltonleiter ist klein.
Seltener sind
- die übermäßige Sexte (c) und
- die verminderte Sexte (d),

zu deren Notation immer Versetzungszeichen nötig sind. Die übermäßige Sexte ist wesentlicher Bestandteil des übermäßigen Sextakkords, des übermäßigen Quintsextakkords und des übermäßigen Terzquartakkords.
In der gleichstufigen Stimmung umfassen die Sextintervalle sieben bis zehn Halbtonschritte.
Für sangbare Melodien galten Sextsprünge lange als ungeeignet. Deshalb etablierten sie sich erst spät als melodisches Intervall.
|     | Intervall         | Halbtöne                    | Beispiel | Umkehrintervall  |
| --- | ----------------- | --------------------------- | --- | ---------------- |
| (a) | große Sexte       | 9 (4 Ganztöne + 1 Halbton)  | C – A, E – Cis Folgetonhorn italienischer Rettungswagen „Jetzt fahr’n wir übern See“ (aufwärts) „Nobody knows the trouble I’ve seen“ (abwärts) | kleine Terz      |
| (b) | kleine Sexte      | 8 (3 Ganztöne + 2 Halbtöne) | E – C, C – As „Drunten im Unterland“ „Schicksalsmelodie“ (abwärts und aufwärts)                                                                | große Terz       |
| (c) | übermäßige Sexte  | 10 (5 Ganztöne)             | C – Ais, Es – Cis | verminderte Terz |
| (d) | verminderte Sexte | 7 (2 Ganztöne + 3 Halbtöne) | E – Ces, Cis – As | übermäßige Terz  |

## Dorische Sexte
Die dorische Tonleiter unterscheidet sich von der natürlichen Molltonleiter nur dadurch, dass die Sexte über dem Grundton hier groß statt klein ist. Diese große Sexte gilt deshalb als das charakteristische Intervall der dorischen Tonart und wird als dorische Sexte bezeichnet.

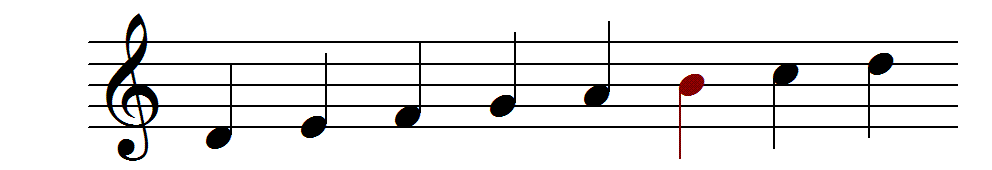
Notenbeispiel: Dorische Sexte

## Hörbeispiele
- kleine Sexte:
  - aufwärts C-Asⓘ/?
  - abwärts C-Eⓘ/?
- große Sexte:
  - aufwärts C-Aⓘ/?
  - abwärts C-Esⓘ/?